# Ulica Joannitów we Wrocławiu

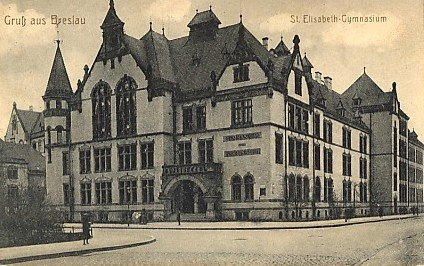
W 1915 r.u-hist

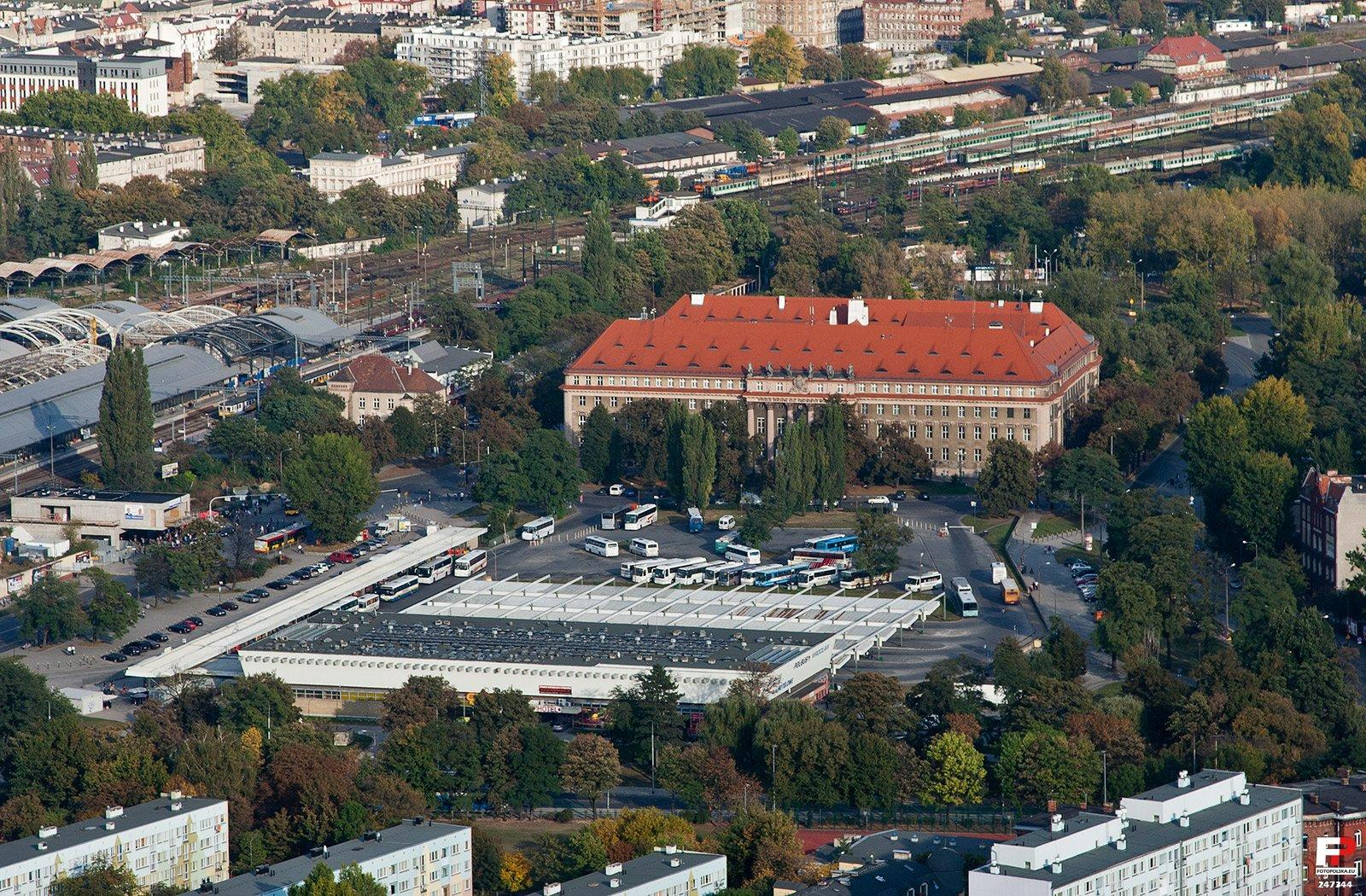
Przed przebudowąu-ppda

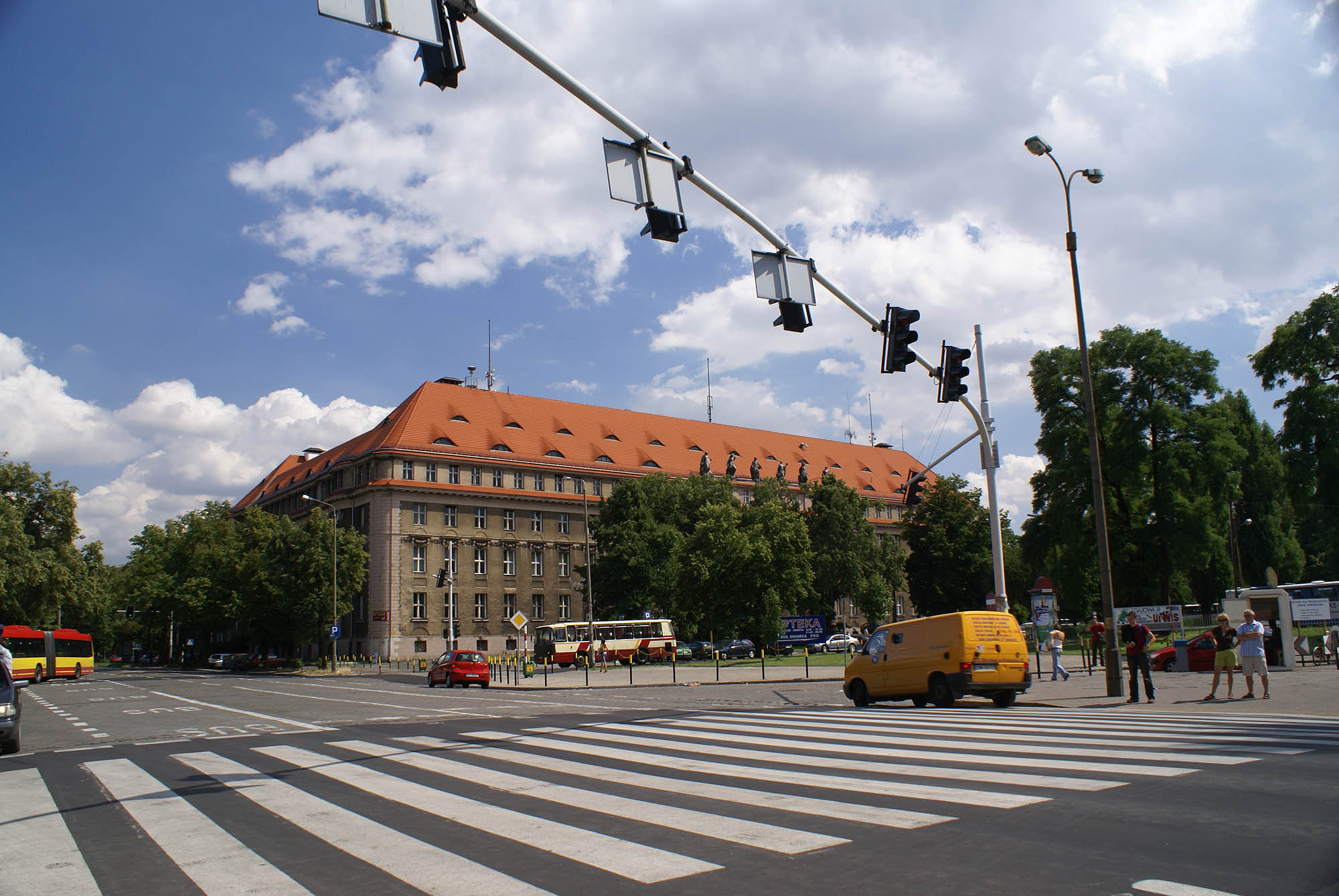
Skrzyżowanie ul. Joannitów z ul. Suchą w 2008 r.

Ulica Joannitów – ulica położona we Wrocławiu na osiedlu Huby, w dawnej dzielnicy Krzyki. Ulica ma 416 m długości w ramach kategorii dróg gminnych. Oprócz tego obejmuje działki o statusie rezerwy. Biegnie od skrzyżowania z ulicą Glinianą, przed którym jej kontynuacją jest ulica Ciepła, do skrzyżowania z ulicą Suchą, za którym znajduje się stacja kolejowa z dworcem Wrocław Główny. Ponadto znajduje się tu również autobusowy Dworzec Wrocław. Ulica przebiega przez obszar wpisany do gminnej ewidencji zabytków pod pozycją Huby i Glinianki, którego historyczny układ urbanistyczny podlega ochronie. Ponadto przy ulicy i w najbliższym otoczeniu znajdują się obiekty wpisane do gminnej ewidencji zabytków w tym ujęte także w rejestrze zabytków budynki: Siedziba Dyrekcji Kolei Królewskich (obecnie biurowiec PKP S.A.) oraz budynek główny Gimnazjum św. Elżbiety (obecnie budynek główny Instytutu Pedagogiki i Psychologii Uniwersytetu Wrocławskiego).

## Historia
Teren położony pomiędzy współczesnymi ulicami: Glinianą, Suchą, Borowską i Gajową nazywany był Polami Stawowymi (Teichäcker). Nazwa ta pochodziła od stawu rybnego istniejącego jeszcze w XVI wieku.
W latach 1855–1857, na terenie, przy którym kończy się współczesna ulica Joannitów, na północ od Pól Stawowych, powstał dworzec kolejowy wg projektu Wilhelma Grapowa. W latach 1899–1904 przebudowano i rozbudowano dworzec zgodnie z projektem Bernarda Klüschego, który uwzględniał dokonane wyniesienie torów nad poziom ulic. Decyzja o takiej inwestycji wymuszona była koniecznością zapewnienia bezkolizyjnej komunikacji kolejowej i ulicznej wobec narastających problemów związanych z krzyżowaniem się torów kolejowych z ulicami i torami tramwajowymi. W jej ramach zbudowano także tunele łączące ulicę Suchą z halą dworcową i peronową oraz z placem Dworcowym (obecnie plac ten pozostaje bez nazwy) .
Przed włączeniem do miasta obszaru Pól Stawowych w ich obrębie wytyczono ulice: Dyrekcyjną, Joannitów i Jana Władysława Dawida, zgodnie z planem Alfreda von Scholtza z 1859 r. Charakterystycznym jego elementem tego planu był prostokątny skwer u zbiegu wymienionych ulic (dziś Zieleniec przy ul. Dawida). W 1868 r. włączono do miasta Glinianki włącznie z opisanymi Polami Stawowymi. Rozpoczął się wówczas od lat 90. XIX wieku proces powstawania zabudowy o charakterze miejskim. Nieco wcześniej powstawała już miejska zabudowa na terenie wspomnianych Pól Stawowych w rejonie wymienionych ulic. I tak między innymi w 1890 r. zbudowano szkołę elementarną, przy której w lata 1906–1907 wybudowano salę gimnastyczną, w 1892 r. szpital dziecięcy św. Anny, w latach 1901–1903 Gimnazjum św. Elżbiety, a w latach 1911–1914 Siedziba Dyrekcji Kolei Królewskich. Sukcesywnie od początku XX wieku do lat 30. XX wieku powstała zachowana w znacznej mierze zabudowa pierzei zachodniej odcinka od ulicy Glinianej do ulicy Dyrekcyjnej. Ostatecznie częściowo wolny od zabudowy pozostał jedynie teren w obrębie ulic: Joannitów, Suchej, Borowskiej i Dyrekcyjnej, gdzie urządzono park (Teichäcker Park), ale przy samej ulicy Joannitów w północnej części opisywanego terenu zabudowana była posesja pod ówczesnym numerem 28 i przy ul. Suchej 11.
Podczas oblężenia Wrocławia w 1945 r. natarcie prowadzone przez Armię Radziecką ukierunkowane było z południa. Z tego powodu na osiedlu Huby toczyły się ciężkie walki i w wyniku działań wojennych, a także częściowo wyburzania zabudowy przez broniących miasta Niemców, znaczna część zabudowy osiedla uległa zniszczeniu, a po wojnie nie została odbudowana. Niektórzy autorzy publikacji wskazują, że w tym rejonie miasta bardzo dużo zniszczeń było wynikiem podpaleń dokonanych przez żołnierzy Armii Radzieckiej dokonanych po zdobyciu tego obszaru, w szczególności przy ulicy Glinianej wzniecono pożar trwający od 11 maja 1945 r. Przy samej ulicy Joannitów zachowało się jednak wiele budynków użytkowanych do dziś.
W 1965 r. przeprowadzono konkurs Stowarzyszenie Architektów Polskich (SARP) na koncepcje architektoniczną nowego dworca autobusowego. W jego wyniku, na podstawie zwycięskiego projektu, w miejscu skweru, powstałego na wolnym od zabudowy terenie po zniszczonej podczas oblężenia Wrocławia zabudowie i parku (m.in. nieistniejący kościół imienia Zbawiciela przy ulicy Borowskiej, czy wyżej wspomniana zabudowa przy ulicy Joannitów 28), po zachodniej stronie od ulicy Joannitów, przy odcinku od ulicy Dyrekcyjnej do ulicy Suchej. Budowa obiektu trwała ponad 20 lat, na co miały wpływ względy ekonomiczne. Zmieniano w tym czasie także zarówno zespół projektowy, jak i częściowo pierwotne założenia. W 1994 r. oddano do eksploatacji nowy dworzec autobusowy w opisywanym kwartale ulic: Suchej, Borowskiej, Dyrekcyjnej i Joannitów. W 2013 r. Rada Miejska Wrocławia uchwaliła dla obszaru objętego ulicami Suchą, Joannitów, Dyrekcyjną i Borowską miejscowy plan zagospodarowania przestrzennego. Umożliwił on przygotowanie odpowiedniego projektu i po uzyskaniu decyzji o pozwoleniu na budowę rozpoczęcie w 2015 r. budowy galerii Wroclavia w miejscu dworca autobusowego po przeprowadzeniu jego rozbiórki. Inwestorem była firma Unibail-Rodamco Polska, koncepcję architektoniczną opracowała pracownia IMB Asymetria, a wykonawcą Warbud. Na czas budowy urządzono tymczasowy dworzec autobusowy na terenie położonym pomiędzy ulicą Suchą i Dyrekcyjną oraz biurowcem PKP i stacją benzynową (położoną między ulicami: Gajowa, Dyrekcyjna i Sucha). Po jej zakończeniu dworzec autobusowy znajduje się w budynku galerii .

## Nazwy
W swojej historii ulica nosiła następujące nazwy:
- Malteserstrasse, do 1945 r.[36][21]
- Joannicka, od 1945 r. do 7.11.1946 r.[20][36]
- Joanitów, od 7.11.1946 r. do 1.09.1971 r.[20][9]
- Joannitów, od 1.09.1971 r.[37][20][36]

Nazwy ulicy nawiązywały do istniejącego tu szpitala św. Anny należącego do kawalerów maltańskich, czyli joannitów. Budynek tego szpitala zachował się przy ulicy Glinianej 22. Jak wyżej wspomniano został on zbudowany w 1890 r. Budowa mogła zostać przeprowadzona dzięki fundacji hrabiny Anny von Saurma-Jeltsch, a przeznaczono go na szpital dziecięcy imienia św. Anny prowadzony i utrzymywany przez Śląskie Stowarzyszenie Rycerzy Maltańskich. Po zakończeniu I wojny światowej placówkę przekształcono na szpital ogólny, a po II wojnie światowej do lat 70. XX wieku prowadzono tu szpital kobiecy. Powojenna nazwa ulicy została nadana oficjalnie przez Miejską Radę Narodową uchwałą nr 184 z 7.11.1946 r., przy czym nazwę tę skorygowano do obecnej formy 1.09.1971 r.

## Układ drogowy
Do ulicy Joannitów przypisana jest droga gminna o długości 416 m (numer drogi 105500D, numer ewidencyjny drogi G1055000264011), klasy dojazdowej, a oprócz tego działki o statusie rezerwy – odpowiednio działka 10 m i 30 m. Ulica ma przebieg południkowy i stanowi przedłużenie ulicy Ciepłej od skrzyżowania z ulicą Glinianą. Dalej biegnie w kierunku północnym i kończy się na skrzyżowaniu z ulicą Suchą.
Ulica łączy się z następującymi drogami kołowymi:
| Powiązanie                         | Kierunek | Droga                                                                   | Fotografia | Opis                                                   |
| ---------------------------------- | -------- | ----------------------------------------------------------------------- | ---------- | ------------------------------------------------------ |
| kontynuacja                        | ↓ ↑      | ulica Ciepła                                                            |            | za skrzyżowaniem                                       |
| skrzyżowanie                       | ← →      | ulica Gliniana torowisko tramwajowe                                     |            | ul. Gliniana, w prawo ul. Joannitów, w lewo ul. Ciepła |
| skrzyżowanie                       | ←        | ulica Jana Władysława Dawida                                            |            | w prawo                                                |
| skrzyżowanie sygnalizacja świetlna | ← →      | ulica Dyrekcyjna klasy głównej lub zbiorczej o znaczeniu ogólnomiejskim |            | w prawo i w lewo                                       |
| skrzyżowanie sygnalizacja świetlna | ← →      | ulica Sucha klasy dojazdowej                                            |            |                                                        |

Istniały koncepcje połączenia ulicy Joannitów z ulicą Dworcową nową drogą, która miałaby przebiegać pod torami kolejowymi. Współcześnie istnieje jedynie połączenie piesze, rozpoczynające się nieco na wschód od skrzyżowania ulicy Joannitów z ulicą Suchą, dzięki tunelom: pasażerskiemu i pocztowemu (tzw. tranzytowy z bagażowym – wschodni i peronowy – zachodni), umożliwiającym przejście do ulicy marszałka Józefa Piłsudskiego i ulicy Dworcowej oraz wejście na perony stacji Wrocław Główny.

## Drogi przypisane do ulicy
Ulica położona jest na działkach ewidencyjnych o łącznej powierzchni 7 196 m², w tym drogi gminne to 6 637 m², a rezerwa zajmuje 559 m² (lub 7 195 m² w tym drogi gminne: 6 636 m², rezerwa 559 m²). Ulica na całej długości jest jednojezdniowa. Nawierzchnię jezdni wykonano z masy bitumicznej z wyłączeniem odcinka od ulicy Glinianej do numerów 1 i 6 oraz wzdłuż Zieleńca przy ul. Dawida, gdzie jezdnia posiada nawierzchnię z granitowej kostki kamiennej.
| Droga, status, inne                                  | Działka                      | Powierzchnia        | Fotografia          |
| ---------------------------------------------------- | ---------------------------- | ------------------- | ------------------- |
| od ulicy Glinianej do ulicy Dyrekcyjnej droga gminna | nr 36/2 AM-17 obręb Południe | 4 187²              |                     |
| od ulicy Dyrekcyjnej do ulicy Suchej droga gminna    | nr 24/2 AM-17 obręb Południe | 2 450 m² (2 449 m²) |                     |
| razem drogi gminne                                   | 6 637 m² (6 636 m²)          | 6 637 m² (6 636 m²) | 6 637 m² (6 636 m²) |
| razem rezerwa                                        | 559 m²                       | 559 m²              | 559 m²              |
| razem                                                | 7 196 m² (7 195 m²)          | 7 196 m² (7 195 m²) | 7 196 m² (7 195 m²) |

## Powiązania, znaczenie, komunikacja

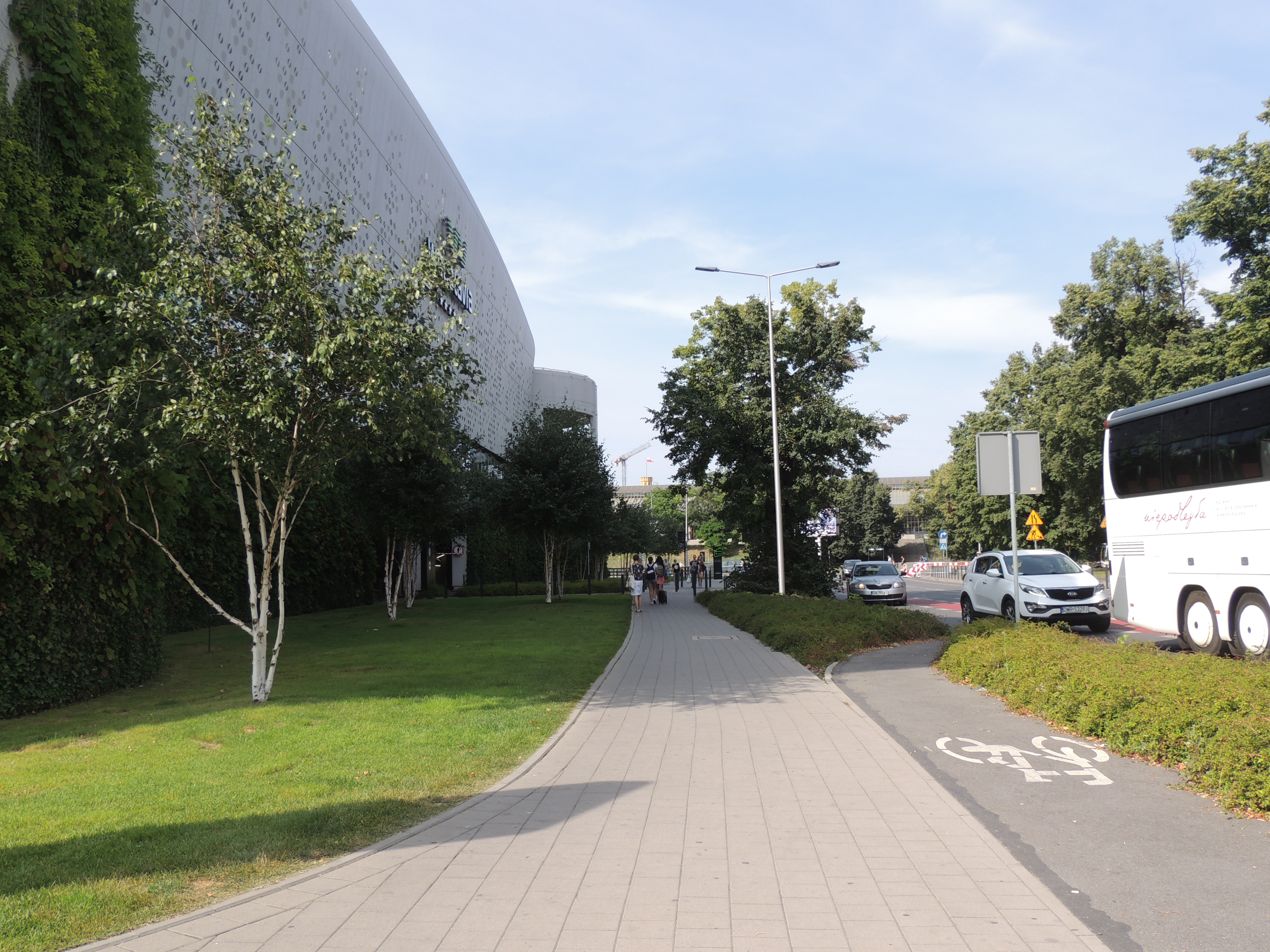
Ul. Joannitów przy Wroclavi

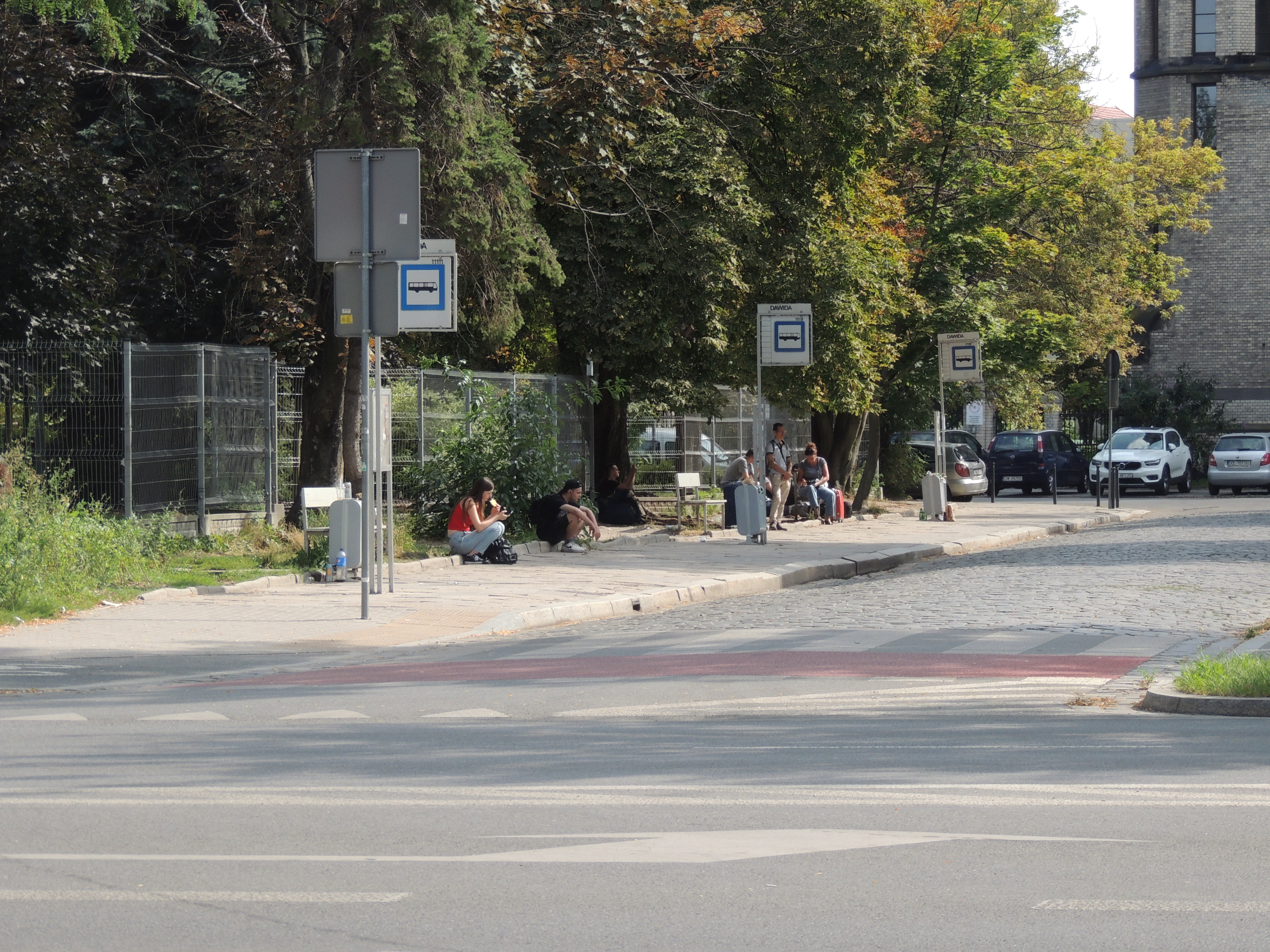
Przystanki „Dawida”

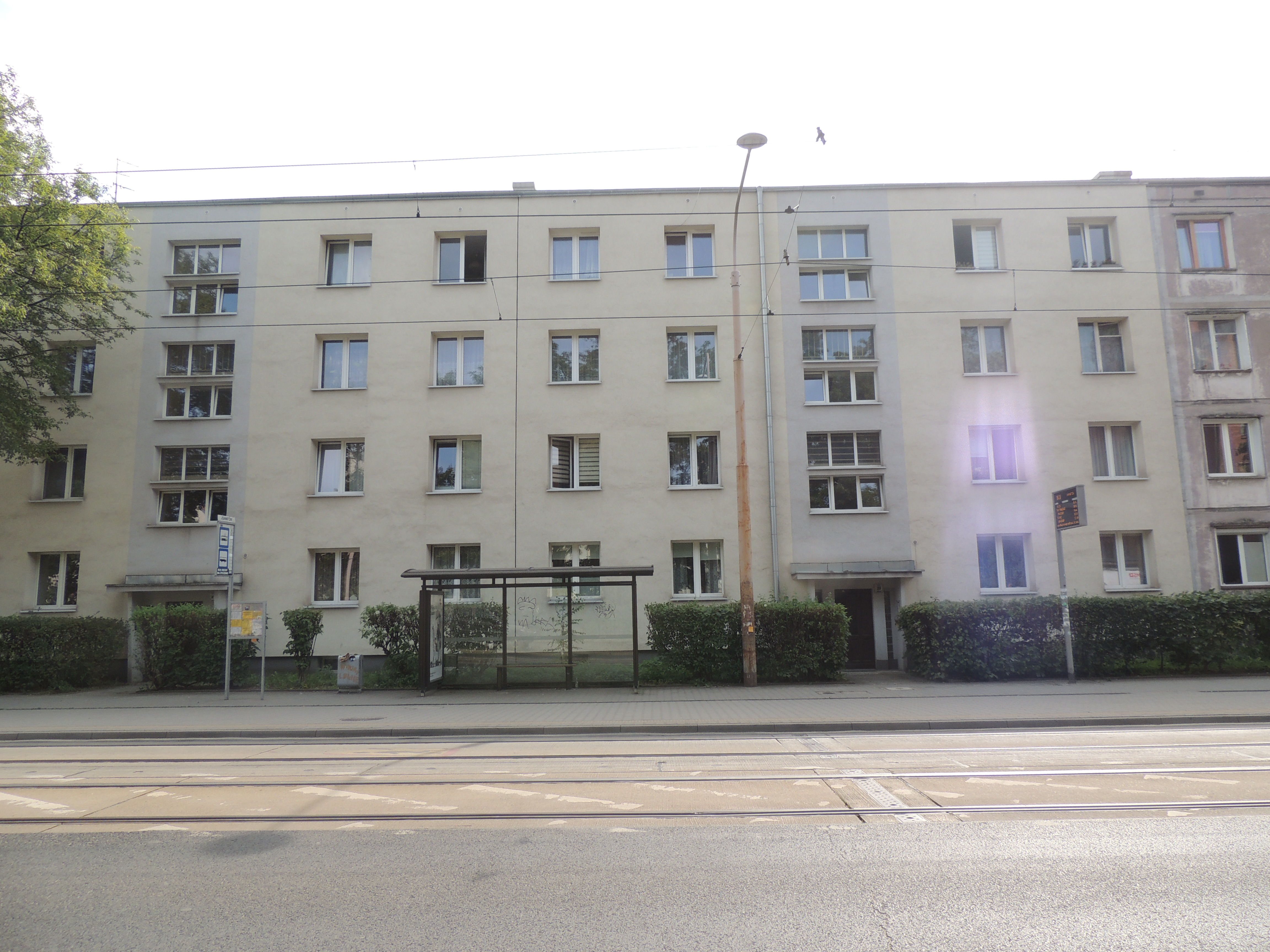
Przystanek „Joannitów” na ul. Glinianej

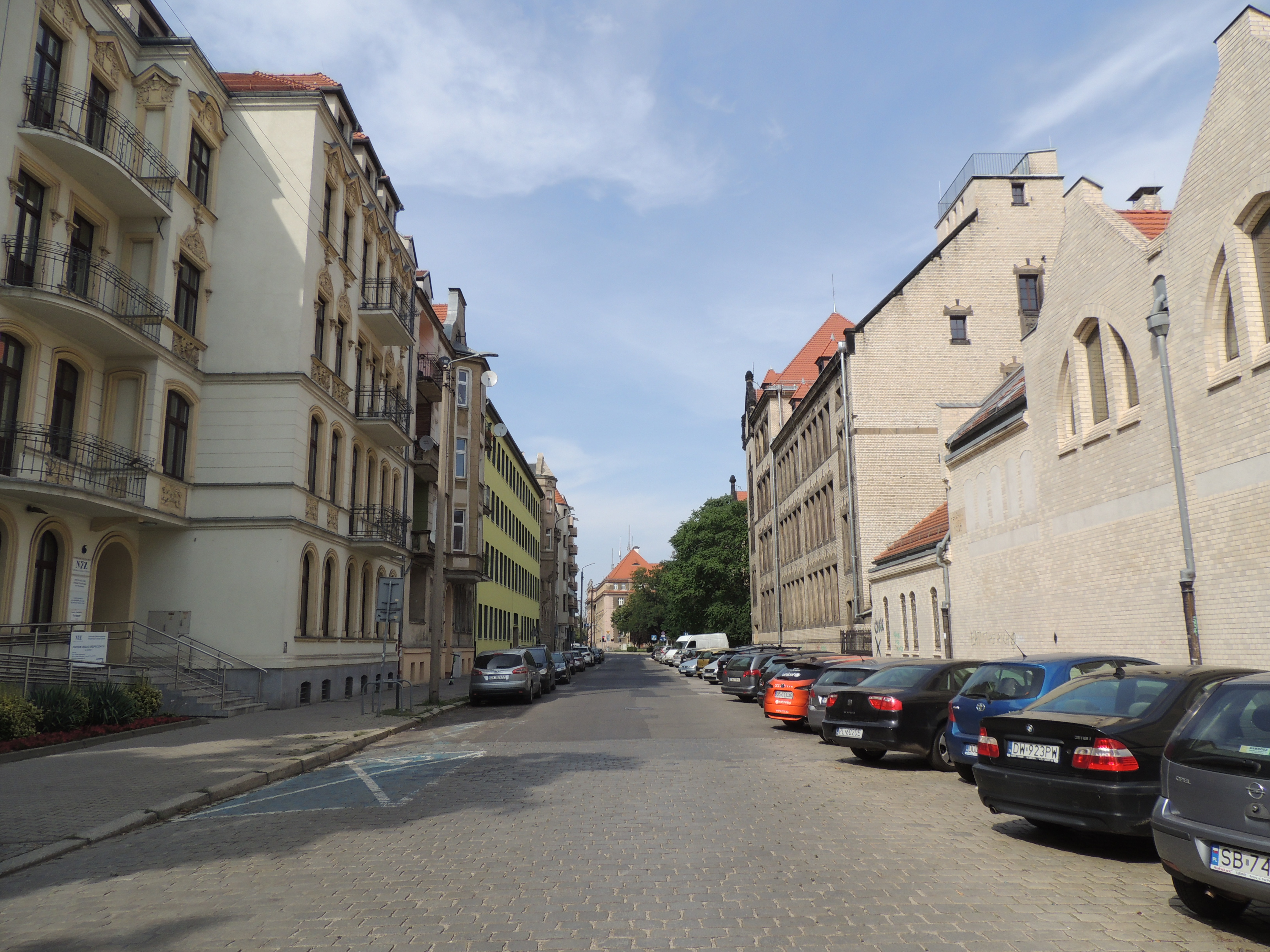
Ul. Joannitów od nr 1 i 2u-zabud

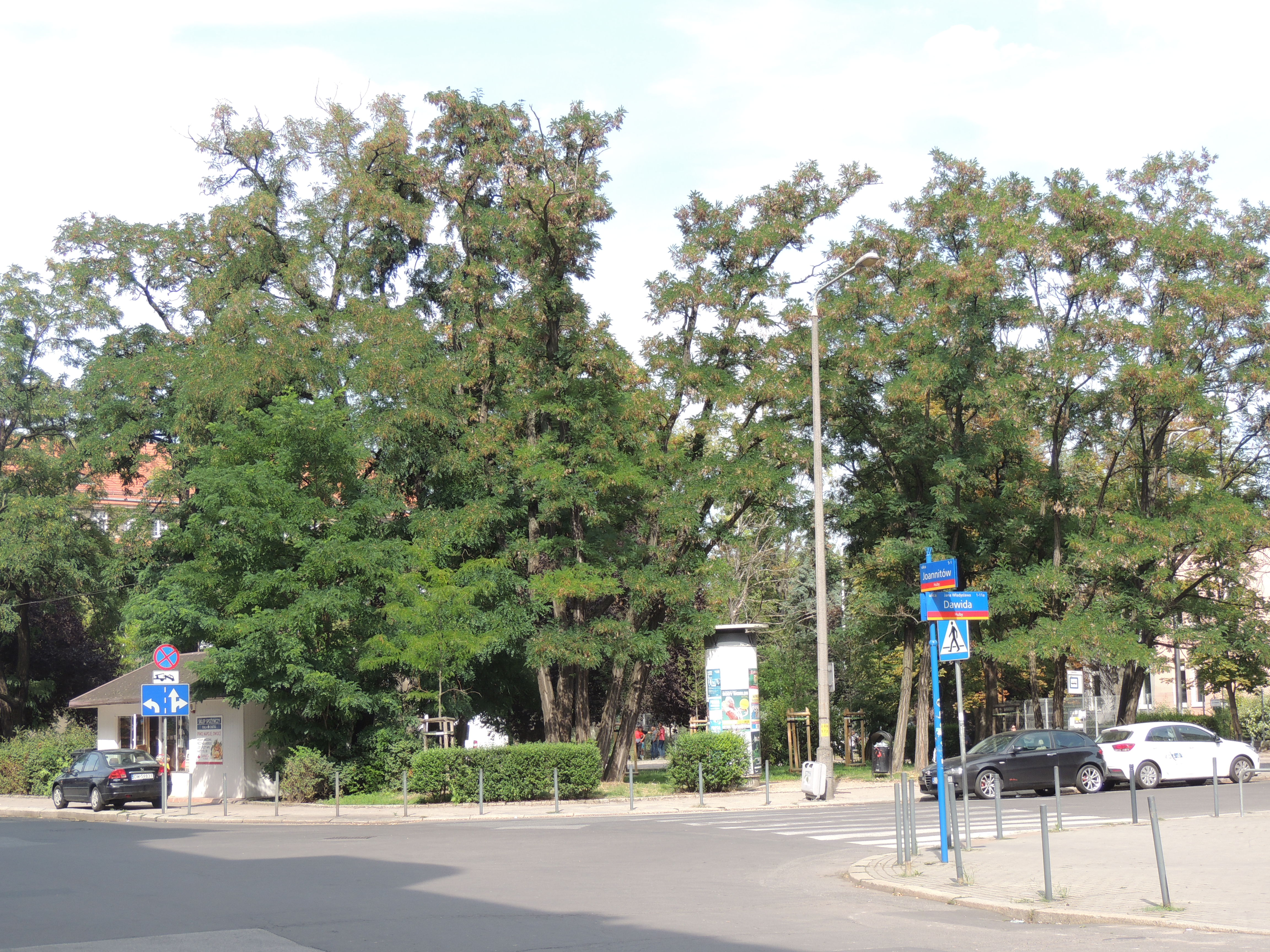
Skrzyżowanie z ul. Dawida, zieleniec

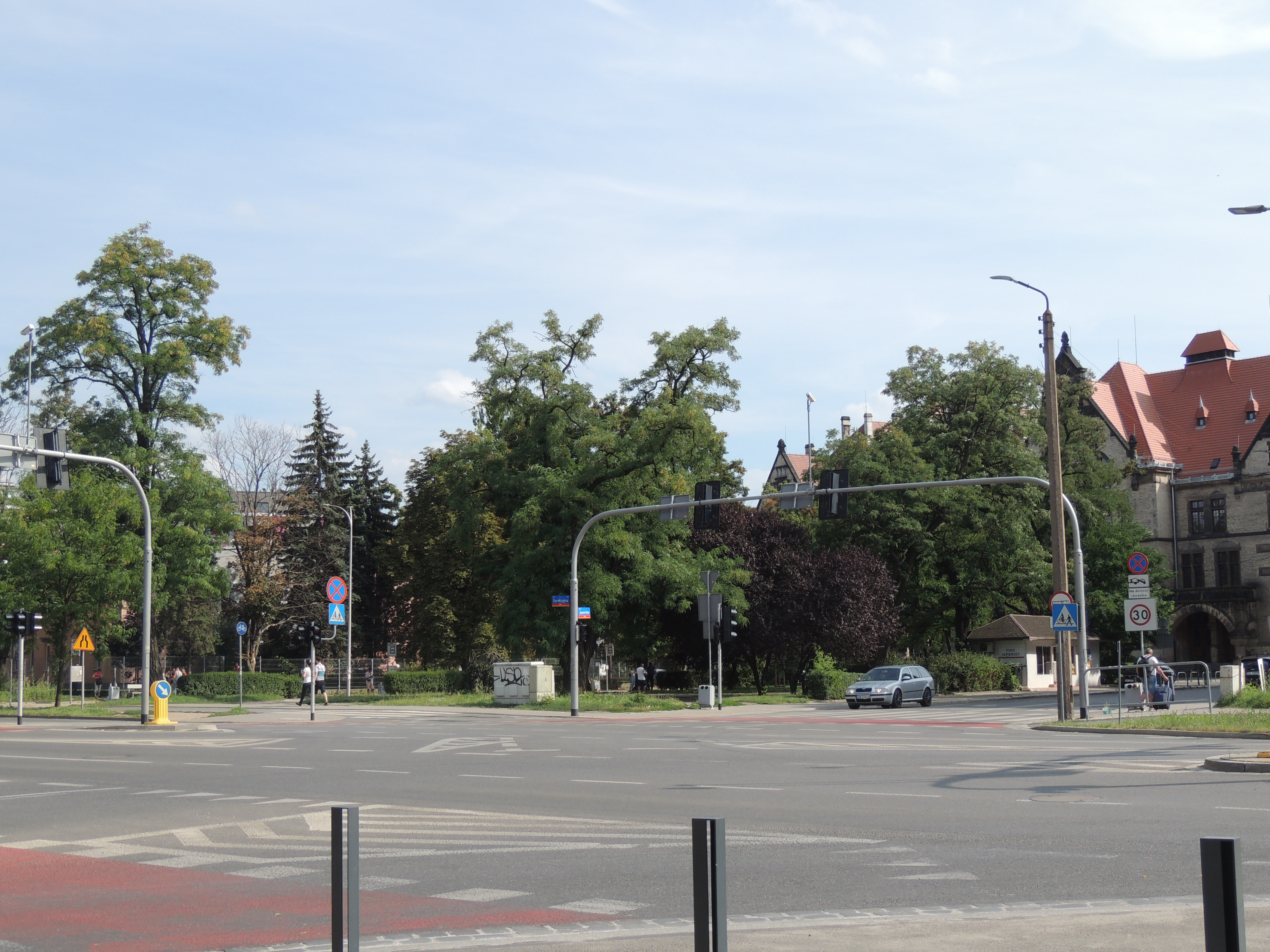
Skrzyżowanie z ul. Dyrekcyjną, zieleniec

Powiązane z ulicą Joannitów ulice: Sucha i Dyrekcyjna mają istotne znaczenie w przestrzeni publicznej. Ulica Sucha stanowi bowiem szkielet przestrzeni publicznej osiedla, natomiast ulica Dyrekcyjna sklasyfikowana została jako ulica stanowiąca przestrzeń publiczną o charakterze ogólnomiejskim. W obszarze tym znajdują się: ważne centrum mobilności i węzły przesiadkowe, z dworcem PKP i autobusowym  oraz istotny obiekt usługowy, pełniący także funkcję budowania miejsc wraz z obiektami podnoszącymi rozpoznawalność i orientację w przestrzeni. Powyższe elementy komunikacji i mobilności uzupełniają przystanki autobusowe przy łączniku ulicy Jana Władysława Dawida, z których korzystają głównie prywatni przewoźnicy drogowi realizujący lokalne połączenia autobusowe  .
Sama ulica Joannitów położona jest przy dworcu autobusowym  i przeznaczona do obsługa komunikacyjnej położonych przy niej parkingów wielopoziomowych zlokalizowanych w budynku Wroclavia.
Ulicą Joannitów w ramach komunikacji miejskiej kursują autobusy miejskie odcinkiem od ulicy Suchej do ulicy Dyrekcyjnej w ramach wyznaczonych tu linii autobusowych. Nie ma bezpośrednio przy ulicy żadnych przystanków. Takie przystanki autobusowe znajdują się przy ulicy Suchej w ramach zespołu przystanków o nazwie „Dworzec Autobusowy”. Ponadto przystanki autobusowe i przystanki tramwajowe znajdują się przy ulicy Glinianej o nazwie „Joannitów” . Przed przebudową ulicy Dyrekcyjnej przebiegało tą ulicą torowisko tramwajowe, a przy skrzyżowaniu z ulicą Joannitów znajdował się przystanek tramwajowy – współcześnie nie istnieje.
Przy północnym odcinku ulicy od ulicy Suchej do ulicy Dyrekcyjnej, mimo iż znajduje się on w strefie ograniczenia prędkości do 30 km/h, wyznaczono pasy ruchy dla rowerów w powiązaniu z istniejącymi drogami rowerowymi przy ulicach: Suchej i Dyrekcyjnej, natomiast pozostała część ulicy wskazana jest dla ruchu rowerowego w ramach strefy ograniczenia prędkości do 30 km/h w powiązaniu z ulicą Jana Władysława Dawida i ulicą Ciepłą.

## Zabudowa i zagospodarowanie
Ulica Joannitów przebiega przez obszar zabudowy śródmiejskiej.
Zagospodarowanie terenu po stronie wschodniej na odcinku od ulicy Glinianej do ulicy Jana Władysława Dawida obejmuje dwa obiekty oświaty. Przy skrzyżowaniu z ulicą Glinianą znajduje się teren szkoły podstawowej o powierzchni 6 637 m², z salą gimnastyczną o powierzchni zabudowy 566 m², która przylega do budynku Uniwersytetu Wrocławskiego sięgającego do ulicy Jana Władysława Dawida. Budynek ten ma cztery kondygnacje nadziemne, powierzchnię zabudowy wynoszącą 1 656 m² i położony jest wraz z innymi budynkami kompleksu na działce o powierzchni 6 382 m². Dalej za ulicą Jana Władysława Dawida znajduje się zieleniec, a przy odcinku ulicy od ulicy Dyrekcyjnej do ulicy Suchej pierzeję wschodnią tworzy biurowiec PKP, o pięciu kondygnacjach nadziemnych, powierzchni zabudowy wynoszącej 4 772 m², położony na działce o powierzchni 15 209 m².
Narożna parcela przy ulicy Glinianej po stronie zachodniej ulicy Joannitów to teren dawnego szpitala św. Anny. Dawny kompleks wykorzystywany jest częściowo przez Powiatowy Urząd Pracy (ulica Gliniana 22), a częściowo przez Dolnośląski Oddział Wojewódzki Narodowego Funduszu Zdrowia, łącznie z kamienicą pod numerem 6. Bezpośrednio przy skrzyżowaniu znajduje się ogrodzony teren zieleni przy wymienionym oddziale NFZ, położony wraz z budynkami w ramach działki po powierzchni 3 285 m². Od tego budynku zaczyna się ciągła zabudowa tej pierzei, sięgająca niemal ulicy Dyrekcyjnej. Niezabudowany pozostaje jedynie teren przy skrzyżowaniu z tą ulicą. W omawianej pierzei znajdują się budynki od czterech do siedmiu kondygnacji nadziemnych, w tym kamienice i budynek wykorzystywany na cele mieszkaniowe. Część kamienic została jednak zaadaptowana na cele biurowe, ochrony zdrowia i jako sąd. Mieszczą się tu takie instytucje jak wspominany wyżej Dolnośląski Oddział Wojewódzki NFZ, przychodnia Podstawowej Opieki Zdrowotnej i Sąd Okręgowy – VIII i IX Wydział Pracy i Ubezpieczeń Społecznych. Wolny teren przy skrzyżowaniu z ulicą Dyrekcyjną można zagospodarować na obiekt, między innymi z biurami, handlem, gastronomią, kulturą i innym przeznaczeniem, przy czym wysokość budynku nie może przekraczać 20 m, a w jego obrębie od ulicy Joannitów trzeba zapewnić przejazd bramowy do wnętrza międzyblokowego. Z kolei za ulicą Dyrekcyjną pierzeję zachodnią tworzy budynek Centrum Handlowego Wroclavia z dworcem PKS, o sześciu kondygnacjach nadziemnych i powierzchni zabudowy wynoszącej 41 596 m².
Za ulicą Suchą po stronie północnej znajduje się stacja kolejowa Wrocław Główny z dworcem kolejowym.
Ulica przebiega przez teren o wysokości bezwzględnej od 119,2 do 119,9 m n.p.m.

## Punkty adresowe
W lipcu 2021 r. przy ulicy znajdowały się następujące punkty adresowe:
- strona wschodnia – numery nieparzyste:
  - ulica Joannitów 1[107]: sala gimnastyczna przy Szkole Podstawowej nr 73[14][88]
  - ulica Joannitów 3[108]: Uniwersytet Wrocławski[14][89]
  - ulica Joannitów 5[109]: Uniwersytet Wrocławski[14][89]
  - ulica Joannitów 13[110]: biurowiec PKP S.A.[14][91]
- strona zachodnia – numery parzyste:
  - ulica Joannitów 2–6[111]: kamienica[14], Dolnośląski Oddział Wojewódzki NFZ[96][112] (ulica Joannitów 6[113])
  - ulica Joannitów 8[114]: kamienica[14], funkcja mieszkalna[115]
  - ulica Joannitów 10–12[116]: Poradnia lekarza POZ[99][100][117]
  - ulica Joannitów 14[118]: kamienica[14], niemieszkalna[119], Sąd Okręgowy – VIII i IX Wydział Pracy i Ubezpieczeń Społecznych[101]
  - ulica Joannitów 16[120]: kamienica[14], funkcja mieszkalna[121]
  - ulica Joannitów 18[122]: budynek mieszkalny[123]
  - ulica Joannitów 20[124]: kamienica[14], funkcja mieszkalna[123]
  - ulica Joannitów 22[125]: kamienica[14], funkcja mieszkalna[123], m.in. apteka LEGE ARTIS (całodobowa zgodnie z uchwałą Rady Miejskiej)[126]
  - ulica Joannitów 24[127]: działka niezabudowana[128]

## Demografia
Ulica przebiega przez jeden rejon statystyczny, przy czym prezentowane dane są aktualne na dzień 31.12.2020 r.:
| Rejon statystyczny nr | Liczba osób zameldowanych na pobyt stały | Gęstość zaludnienia [os./km²] |
| --------------------- | ---------------------------------------- | ----------------------------- |
| 931400                | 872                                      | 1 954                         |

## Zieleń
Tereny zieleni oraz inna zieleń urządzona w otoczeniu ulicy Joannitów:
| Nazwa                       | Parametr                                                                                 | Strona    | Położenie                                                                              | Fotografia |
| --------------------------- | ---------------------------------------------------------------------------------------- | --------- | -------------------------------------------------------------------------------------- | ---------- |
| zespół rekreacyjno-sportowy | brak danych                                                                              | wschodnia | teren szkoły nr 73                                                                     |            |
| Zieleniec przy ul. Dawida · | powierzchnia: 1 334 m²                                                                   | wschodnia | pomiędzy ulicami: Dyrekcyjną, Joannitów i Dawida oraz łącznikiem ulicy Dawida          |            |
| szpaler drzew               | w pasie drogowym ulicy Dyrekcyjnej od ulicy Borowskiej do ulicy Joannitów                | zachodnia | na południe od Wroclavii                                                               |            |
| skwer                       | otwarty teren niepubliczny w ramach działki, na której znajduje się budynek dyrekcji PKP | wschodnia | pomiędzy budynkiem dyrekcji PKP a ulicą Joannitów od ulicy Dyrekcyjnej do ulicy Suchej |            |
|                             | Zobacz multimedia związane z tematem: Zieleniec przy ul. Dawida                          |           |                                                                                        |            |

## Ochrona i zabytki
Obszar, przez który przebiega ulica Joannitów podlega ochronie i jest wpisany do gminnej ewidencji zabytków pod pozycją Huby i Glinianki. W szczególności ochronie podlega historyczny układ urbanistyczny w rejonie ulic Suchej, Hubskiej, Kamiennej i Borowskiej, wraz z Parkiem Andersa i zajezdnią oraz osiedlem w rejonie ulic Paczkowskiej i Nyskiej kształtowany sukcesywnie w latach 60. XIX wieku oraz w XX wieku i po 1945 r. Stan zachowania tego układu ocenia się na dobry.
Przy ulicy i w najbliższym sąsiedztwie znajdują się następujące zabytki:
|  | Zobacz multimedia związane z tematem: Gimnazjum św. Elżbiety |

|  | Zobacz multimedia związane z tematem: Siedziba Dyrekcji Kolei Królewskich |

|  | Zobacz multimedia związane z tematem: Wrocław Główny |

## Baza TERYT

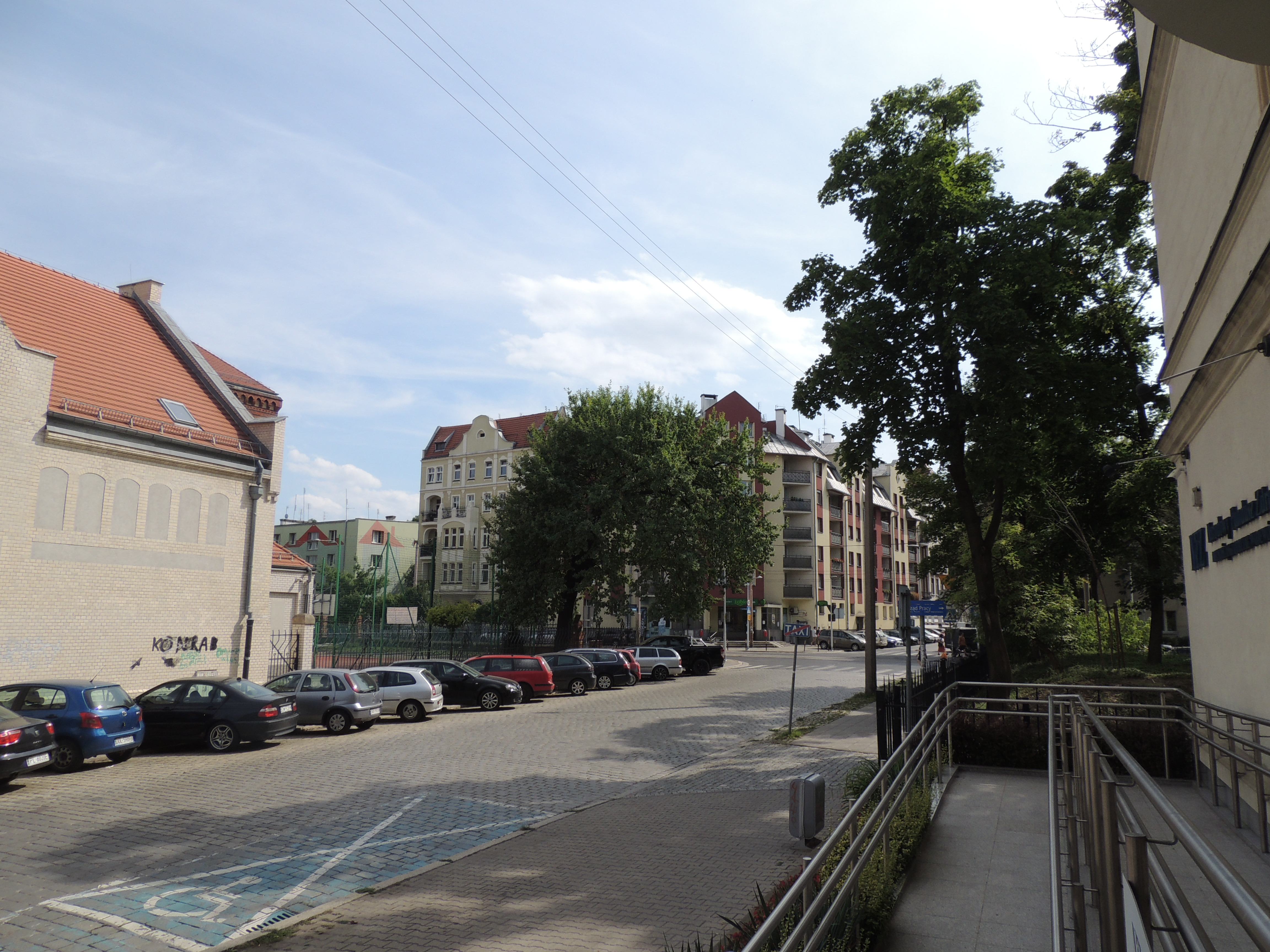
Widok od nr 2-6 w kierunku ul. Glinianej

Dane Głównego Urzędu Statystycznego z bazy TERYT, spis ulic (ULIC):
- województwo: DOLNOŚLĄSKIE (02)
- powiat: Wrocław (0264)
- gmina/dzielnica/delegatura: Wrocław (0264011) gmina miejska; Wrocław-Krzyki (0264039) delegatura
- Miejscowość podstawowa: Wrocław (0986283) miasto; Wrocław-Krzyki (0986544) delegatura
- kategoria/rodzaj: ulica
- Nazwa ulicy: ul. Joannitów (07579)[178].